# Heterochaenia ensifolia
Espèce
Classification phylogénétique
Heterochaenia ensifolia est une espèce de plantes de la famille des Campanulaceae. Cette espèce est endémique de La Réunion. Le genre Heterochaenia est lui-même endémique de ce département d'outre-mer français du sud-ouest de l'océan Indien.

## Synonymes
- Campanula ensifolia Lam.
- Wahlenbergia ensifolia (Lam.) DC.